# Porträt Federico II. Gonzaga (Francesco Francia)
Porträt Federico II. Gonzaga (auch Porträt Federigo Gonzaga genannt) ist ein Knabenporträt von Francesco Francia im Metropolitan Museum of Art in New York. Der Maler als Urheber, das Jahr 1510 und Federico II. Gonzaga (porträtiert als 10-Jähriger) gelten als sicher zugeordnet, da konforme Informationen über die Entstehungsgeschichte durch zahlreiche Briefe dokumentiert sind.

## Beschreibung
Das Brustbild zeigt einen jungen Knaben mit schwarzem Barrett und schwarzem Oberkleid. Für die Zeit eher altmodisch steht dieser hinter einer angedeuteten Balustrade vor einer Landschaft. Der Körper ist (entsprechend Francias Porträtschema) fast frontal und der Kopf im 3/4-Profil, hier mit Blick nach rechts oben gerichtet. Der Junge hat mittelblonde Haare und auffallende „Triefaugen“ mit braunen Pupillen unterhalb stark gebogener Augenbrauen. In der Hand hält er (trotz seines kindlichen Alters) einen Schwertknauf. Um den Hals trägt er eine reiche Goldkette mit einer weißen Perle (Symbol der Unschuld). Am Barett ist eine Medaille unter das Hutband gesteckt.
Trotz Transfer von Holz auf Leinwand und retour ist das Bild in einem ausgezeichneten Zustand, d. h. restauriert. Auf dem Hemd (Kragen und Ärmel) sind Reste einer ehemaligen Vergoldung. Stilistisch ist das Porträt im Umbruch Quattrocento (z. B. Hintergrund und symmetrische Schleife am Barett) und Hochrenaissance (z. B. unpräzise Hemdfalten und unsymmetrische Schleife auf dem schwarzen Oberkleid).

## Geschichte
Federico II. Gonzaga (1500–1545) war der Erstgeborene von Gianfrancesco II. Gonzaga, Markgraf von Mantua, und dessen Ehefrau Isabella d’Este. Im Rahmen der Italienischen Kriege geriet der Vater 1509 in Venezianische Gefangenschaft und offerierte seinen Erstgeborenen als Geisel. Ende Juli 1510 kam es zur Geiselübergabe an Papst Julius II. Bei dieser Übergabe in Bologna wurde das Knabenporträt innerhalb von nur 12 Tagen von Francesco Francia als Erinnerungsbild für seine Mutter gemalt. Diese lobte die exzellente Ähnlichkeit, verlangte aber eine leichte Abdunkelung der Haarfarbe.
Aus der Geiselübergabe resultierte eine Abhängigkeit der Gonzaga (Markgrafschaft Mantua) von der Heiligen Liga, weshalb Gonzaga in den nachfolgenden Schlachten gegen ihre langjährigen Verbündeten Frankreich und d’Este (Herzogtum Ferrara) auf der Seite der Heiligen Liga stand. 1511 beauftragte Isabella d’Este (verheiratete Gonzaga) Francesco Francia erneut, diesmal mit ihrem eigenen Porträt. Die beiden Francia-Porträts von Mutter und Kind wurden von ihr 1512 an eine Privatperson in Ferrara verschenkt, die beide als Pendants in Abendveranstaltungen ausstellte. In diesen Veranstaltungen wird eine politische Image-Bildung Isabella d’Estes nach dem Verrat an ihrer Heimat vermutet.
1872 tauchte das Knabenporträt bei einer Auktion bei Christie’s in London aus dem Nachlass von Napoléon Joseph Charles Paul Bonaparte wieder auf, und 1903 wurde es von Herbert Cook als das Francia-Porträt des jungen Federico II. Gonzaga identifiziert. 1913 gelangte das Bild schließlich als Stiftung von Benjamin Altman in das Metropolitan Museum.

## Nachweise
1. ↑  Negro/Roio 1996, S. 116–118; weitere Briefe in diversen Einzelveröffentlichungen von Alessandro Luzio.
2. ↑  Die Durchführung der Änderung der Haarfarbe kann seitens des Metropolitan Museums nicht mehr überprüft werden, könnte möglicherweise aber auch nur oberflächlich auf der Firnis erfolgt sein, siehe www.metmuseum.org (Abschnitt 'Notes').
3. ↑  Carolyn James: Political Image Making in Portraits of Isabella d’Este, Marchioness of Mantua. in: Gender & History, Oktober 2021, S. 1–22, hier S. 11.
4. ↑  Aus der Sammlung Napoléon (Joseph-Charles-Paul Bonaparte), siehe Seite des Metropolitan Museums.
5. ↑  Herbert Cook. A Lost Portrait by Francia. In: Athenæum Nr. 3928, 7. Februar 1903, S. 183–184.